# My Kind of Christmas
Albums de Christina Aguilera
Mi Reflejo
(2000) Stripped
(2002)
Singles
1. The Christmas Song (Chestnuts Roasting on an Open Fire)
Sortie : 15 novembre 1999

My Kind of Christmas est le troisième album studio de la chanteuse américaine Christina Aguilera.

## Histoire
Tandis que The Christmas Song a été enregistré pendant l'enregistrement de son premier album Christina Aguilera, toutes les autres chansons de My Kind of Christmas ont été enregistrées alors que la chanteuse était en tournée au milieu de l'année 2000.
L'album a été enregistré en même temps que son album en espagnol Mi Reflejo. Climb Ev'ry Mountain, est la musique du film La Mélodie du bonheur (The Sound of Music) et que l'on peut entendre sur son DVD live My Reflection.

## Liste des titres
| No  | Titre                                                               | Auteur                                                                            | Durée |
| --- | ------------------------------------------------------------------- | --------------------------------------------------------------------------------- | ----- |
| 1.  | Christmas Time                                                      | Alex Alessandroni, Chaka Blackmon, Steven Brown, Ray Cham, Ron Fair               | 4:02  |
| 2.  | This Year                                                           | Christina Aguilera, Lauren Christy, Graham Edwards, Charlie Midnight, Scott Spock | 4:14  |
| 3.  | Have Yourself a Merry Little Christmas                              | Ralph Blane, Hugh Martin                                                          | 4:03  |
| 4.  | Angels We Have Heard on High (Traditional) (featuring Eric Dawkins) |                                                                                   | 4:11  |
| 5.  | Merry Christmas, Baby (featuring Dr. John)                          | Lou Baxter, Johnny Moore                                                          | 5:44  |
| 6.  | Oh Holy Night                                                       | Adolphe Adam, John Sullivan Dwight                                                | 4:52  |
| 7.  | These Are the Special Times                                         | Diane Warren                                                                      | 4:31  |
| 8.  | This Christmas                                                      | Donny Hathaway, Nadine McKinnor                                                   | 4:01  |
| 9.  | The Christmas Song                                                  | Mel Tormé, Robert Wells                                                           | 4:25  |
| 10. | Xtina's Xmas                                                        | Aguilera                                                                          | 1:32  |
| 11. | The Christmas Song (Remix)                                          | Tormé, Wells                                                                      | 4:03  |

| 12. | Silent Night / Noche De Paz | 4:49 |

### Charts
| Chart                  | Meilleure position        |
| ---------------------- | ------------------------- |
| U.S. Billboard 200     | 28                        |
| U.S. Billboard Albums  | 1                         |
| Monde \| Ventes Albums | 3 000 000[réf. souhaitée] |

## Certification
États-Unis certification :  Platine[réf. souhaitée]